# 四國比例代表區
四國比例代表區，是日本眾議院11個比例代表制選區之一。該選舉區設立於1994年，1996年時為7位，2000年以後為6位至今，是人數最少的選區。

## 地區
德島縣、香川縣、愛媛縣、高知縣

## 選出議員
| 選舉屆數 | 第41屆                  | 第42屆                  | 第43屆                  | 第44屆                  | 第45屆                  | 第46屆                  | 第47屆                  | 第48屆                  | 第49屆                    |
| 選舉年   | 1996年                  | 2000年                  | 2003年                  | 2005年                  | 2009年                  | 2012年                  | 2014年                  | 2017年                  | 2021年                    |
| -------- | ----------------------- | ----------------------- | ----------------------- | ----------------------- | ----------------------- | ----------------------- | ----------------------- | ----------------------- | ------------------------- |
| #1       | 越智伊平 （自由民主党） | 西田司 （自由民主党）   | 森田一 （自由民主党）   | 七条明 （自由民主党）   | 仁木博文 （民主党）     | 瀬戶隆一 （自由民主党） | 福井照 （自由民主党）   | 福井照 （自由民主党）   | 山本有二 （自由民主党）   |
| #1       | 七条明 （自由民主党）   | 西田司 （自由民主党）   | 森田一 （自由民主党）   | 七条明 （自由民主党）   | 仁木博文 （民主党）     | 瀬戶隆一 （自由民主党） | 福井照 （自由民主党）   | 福井照 （自由民主党）   | 山本有二 （自由民主党）   |
| #2       | 遠藤和良 （新進党）     | 五島正規 （民主党）     | 高井美穗 （民主党）     | 五島正規 （民主党）     | 平井卓也 （自由民主党） | 櫻内文城 （日本維新会） | 小川淳也 （民主党）     | 小川淳也 （希望之党）   | 平井卓也 （自由民主党）   |
| #2       | 遠藤和良 （新進党）     | 五島正規 （民主党）     | 高井美穗 （民主党）     | 高井美穗 （民主党）     | 平井卓也 （自由民主党） | 櫻内文城 （日本維新会） | 小川淳也 （民主党）     | 小川淳也 （希望之党）   | 平井卓也 （自由民主党）   |
| #3       | 西田司 （自由民主党）   | 森田一 （自由民主党）   | 岡本芳郎 （自由民主党） | 岡本芳郎 （自由民主党） | 永江孝子 （民主党）     | 小川淳也 （民主党）     | 福山守 （自由民主党）   | 福山守 （自由民主党）   | 白石洋一 （立憲民主党）   |
| #4       | 森田一 （自由民主党）   | 遠藤和良 （公明党）     | 五島正規 （民主党）     | 小川淳也 （民主党）     | 山口俊一 （自由民主党） | 泉原保二 （自由民主党） | 石田祝稔 （公明党）     | 石田祝稔 （公明党）     | 山崎正恭 （公明党）       |
| #5       | 五島正規 （民主党）     | 七条明 （自由民主党）   | 石田祝稔 （公明党）     | 石田祝稔 （公明党）     | 高橋英行 （民主党）     | 石田祝稔 （公明党）     | 横山博幸 （維新党）     | 武内則男 （立憲民主党） | 後藤田正純 （自由民主党） |
| #5       | 五島正規 （民主党）     | 七条明 （自由民主党）   | 石田祝稔 （公明党）     | 石田祝稔 （公明党）     | 高橋英行 （民主党）     | 石田祝稔 （公明党）     | 横山博幸 （維新党）     | 武内則男 （立憲民主党） | 瀬戶隆一 （自由民主党）   |
| #6       | 西村章三 （新進党）     | 春名直章 （日本共產党） | 七条明 （自由民主党）   | 西本勝子 （自由民主党） | 石田祝稔 （公明党）     | 西岡新 （日本維新会）   | 瀬戶隆一 （自由民主党） | 山本有二 （自由民主党） | 吉田知代 （日本維新会）   |
| #7       | 春名直章 （日本共產党） |                         |                         |                         |                         |                         |                         |                         |                           |

## 相關項目
- 比例代表制
- 日本眾議院比例代表制選區列表